# Hot Country Songs
Hot Country Songs ljestvica je singlova u Sjedinjenim Američkim Državama koju tjedno objavljuje časopis Billboard. Ljestvica sadrži 60 najpopularnijih country pjesama. Ljestvica nastaje na osnovi broja prodanih singlova u kombinaciji s izvođenjem u radijskim programima (eng. airplay), u to se ne ubraja digitalno preuzimanje glazbe (iako singl koji je objavljen za digitalno preuzimanje može plasirati na ljestvici ako je postigao veliko izvođenje u radijskim programima).

## Povijest ljestvice
Billboard je počeo koristiti ljestvicu s country pjesmama 8. siječnja 1944. godine. Ljestvica je tada nosila ime "Most Played Juke Box Folk Records". Količina pjesama ne ljestvici nije bila određena; moglo je biti od dvije do osam pjesama.
Od 1948. do 1958. godine ljestvica je podijeljena na tri dijela:
- Most Played Juke Box Folk Records
- Best Selling Retail Folk Records – 15. svibnja 1948.
- Country & Western Records Most Played By Folk Disk Jockeys – 10. prosinca 1949.

Dana, 20. listopada 1958. ljestvica je počela uključivati prodaju singlova i radijsko emitiranje. Ljestvica je preimenovana u "Hot C&W Sides", svakog tjedana na njoj se nalazilo 30 pjesama.

## Vanjske poveznice
- Službena stranica